# Lockdown Spaces
Lockdown Spaces è il primo album in studio del cantautore polacco Mariusz Duda, pubblicato il 26 giugno 2020 dalla GlassVille Records.

## Descrizione
La realizzazione del disco è avvenuta in maniera spontanea nel giugno 2020, durante le sessioni di registrazione tenute da Duda per il settimo album dei Lunatic Soul Through Shaded Woods. Sia il titolo che la musica sono stati ispirati dalle misure di confinamento imposte a causa della pandemia di COVID-19 e il risultato, come spiegato dallo stesso artista, è un album dalle sonorità «oscure, minimaliste e claustrofobiche» ottenute grazie al solo impiego di strumenti musicali elettronici.

Un altro fattore che ha contribuito alla realizzazione del disco è l'ansia:

## Promozione
Lockdown Spaces è stato diffuso per il solo download digitale attraverso Bandcamp, venendo commercializzato dalla Mystic Production sotto forma di audiocassetta il 7 maggio 2021. Il 9 dicembre 2022 è stata distribuita anche un'edizione vinile attraverso la Kscope.

## Tracce
Testi e musiche di Mariusz Duda.
1. Isolated – 5:51
2. Lockdown Spaces – 2:54
3. Bricks – 6:32
4. Waiting – 2:08
5. Thought Invaders – 4:20
6. Pixel Heart – 5:26
7. Silent Hall – 1:09
8. Unboxing Hope – 5:00
9. Screensaver – 0:55

## Formazione
- Mariusz Duda – voce, strumentazione, produzione
- Magda Srzedniccy – produzione, registrazione
- Robert Srzedniccy – produzione, registrazione
- Hajo Müller – copertina